# Ближнє (Феодосійський район)
Бли́жнє (до 1945 року — Бай-Буга́, крим. Bay Buğa) — село в Україні, у складі Феодосійського району Автономної Республіки Крим.
Відстань від райцентру до населеного пункта становить 5 кілометрів по прямій.
За даними сільради на 2009 рік село займало площу 199 гектарів, на якій у 1017 дворах проживало 2746 осіб.
У селі знаходиться мечеть Бай-Буга Джамісі.

## Населення

### Мова
Розподіл населення за рідною мовою за даними перепису 2001 року:
| Мова              | Кількість | Відсоток |
| ----------------- | --------- | -------- |
| російська         | 2002      | 72.48 %  |
| кримськотатарська | 543       | 19.66 %  |
| українська        | 166       | 6.01 %   |
| вірменська        | 19        | 0.69 %   |
| білоруська        | 9         | 0.33 %   |
| румунська         | 1         | 0.04 %   |
| болгарська        | 1         | 0.04 %   |
| польська          | 1         | 0.04 %   |
| інші/не вказали   | 20        | 0.71 %   |
| Усього            | 2762      | 100 %    |

## Історія
Вперше, як Луг Бай-Буга, згадується у матеріалах перепису населення Кефінського санджаку Османської імперії 1542 року.
У 1774 році указом хана Сахіб II Ґерая увійшло до складу Кафинського каймаканства Кримського ханства. З 1783 року разом з всім Кримським ханством анесксоване Російсько імперією.
Зустрічається на карті 1836 року як хутір Байбуга та на карті 1842 року як «мале село». В результаті еміграції кримських татар внаслідок політики російської адміністрації, особливо масової після Кримської війни 1853—1856 років, село остаточно спустошене.
На верстівці 1889 року вказаний як Нижня Байбуга, або Причіпка з вже з російським населенням.
По «…Пам'ятній книжці Таврійської губернії на 1892 рік» у селі Байбуга ближня було 325 безземельних жителів без домогосподарств. У 1900 році рішенням міської думи Феодосії в селі була відкрита початкова школа. За Статистичним довідником Таврійської губернії. Ч.ІІ-я. Статистичний нарис, випуск п'ятий повіт Феодосії, 1915 рік, в селі Байбуга Ближня був 81 двір з російським населенням в кількості 475 осіб «сторонніх» жителів.
Згідно зі Списком населених пунктів Кримської АРСР по Всесоюзному перепису 17 грудня 1926 року, в селі Байбуга Ближня числилося 202 двори, з них 190 селянських, населення становило 954 особи, з них 456 росіян, 469 українців, 20 греків, 2 болгарини, 1 вірменин, 3 записані в графі «інші», діяла російська школа І ступеня (п'ятирічка).
Під час Другої світової війни з села були депортовані греки та болгари, а 12 серпня 1944 року було прийнято постанову № ГОКО-6372с «Про переселення колгоспників у райони Криму», за якою й у вересні у село приїхали перші переселенці, 1268 сімей з Курської, Тамбовської і Ростовської областей Росії.
21 серпня 1945 року Указом Президії Верховної Ради РРФСР Ближню Байбугу було перейменовано на Ближнє, а Ближньо-Байбужанську сільраду — на Ближненську.